# Stayen
Stayen – stadion piłkarski w mieście Sint-Truiden, Belgia. Swoje mecze na tym obiekcie rozgrywa zespół Sint-Truidense VV. Jego pojemność wynosi 12 491 miejsc.